# Nudi nel letto
Nudi nel letto è un singolo del rapper italiano Random, pubblicato il 28 agosto 2020.

## Tracce
1. Nudi nel letto – 2:36

## Classifiche
| Classifica (2020) | Posizione massima |
| ----------------- | ----------------- |
| Italia            | 75                |